# Barbara Sass
Barbara Sass–Zdort, född 14 oktober 1936 i Łódź, död 2 april 2015 i Warszawa, var en polsk film- och teaterregissör och manusförfattare.
Sass hade en examen från filmhögskolan i Łódź. Inledningsvis arbetade hon som regiassistent till polska filmskapare som Wojciech Jerzy Has, Jerzy Skolimowski och Andrzej Wajda. Hennes egna filmer har ofta starka kvinnliga rollfigurer i centrum. Bland hennes mest uppmärksammade verk finns Frestelsen (Polska: Pokuszenie) (1995). Hennes sista film blev W imieniu diabła som kom 2011 efter tolv års uppehåll från filmskapandet. Under sin livstid vann hon flera utmärkelser bland annat två FIPRESCI-priser.
Mellan 1982 och 1986 var hon ordförande för regissörsavdelningen på Stowarzyszenia Filmowców Polskich ('föreningen för polska filmare') och mellan 1991 och 1994 undervisade hon på filmskolan i Łódź.
Sass var gift med filmfotografen Wiesław Zdort.

## Filmografi i urval
- 1980 – Bez miłości (även manus)
- 1981 – Debiutantka (även manus)
- 1983 – Krzyk (även manus)
- 1995 – Frestelsen (även manus)
- 2011 – W imieniu diabła (även manus)